# Corso Venezia
Corso Venezia, precedentemente corso di Porta Orientale, è una via centrale di Milano che congiunge piazza San Babila con Porta Venezia. Conosciuta come una delle vie più eleganti di Milano, costituisce uno dei quattro lati del cosiddetto Quadrilatero della moda milanese.

## Storia

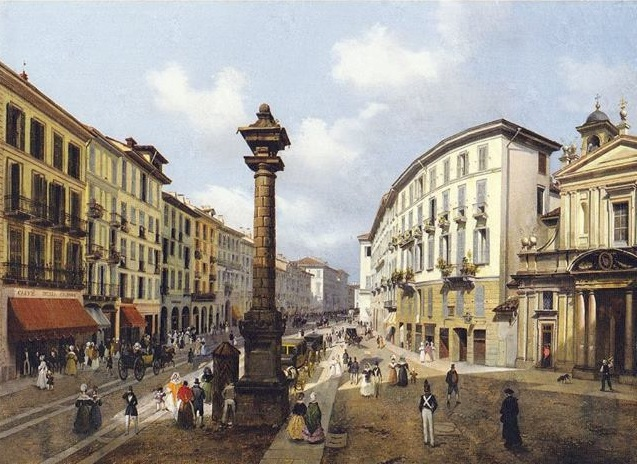
Corso Venezia da piazza San Babila a Milano su un dipinto del 1850 di Luigi Premazzi. Sulla destra si scorge la basilica di San Babila prima delle modifiche del XIX e del XX secolo, mentre la colonna che si vede al centro è stata spostata verso la chiesa durante i lavori di costruzione della metropolitana nel 1959

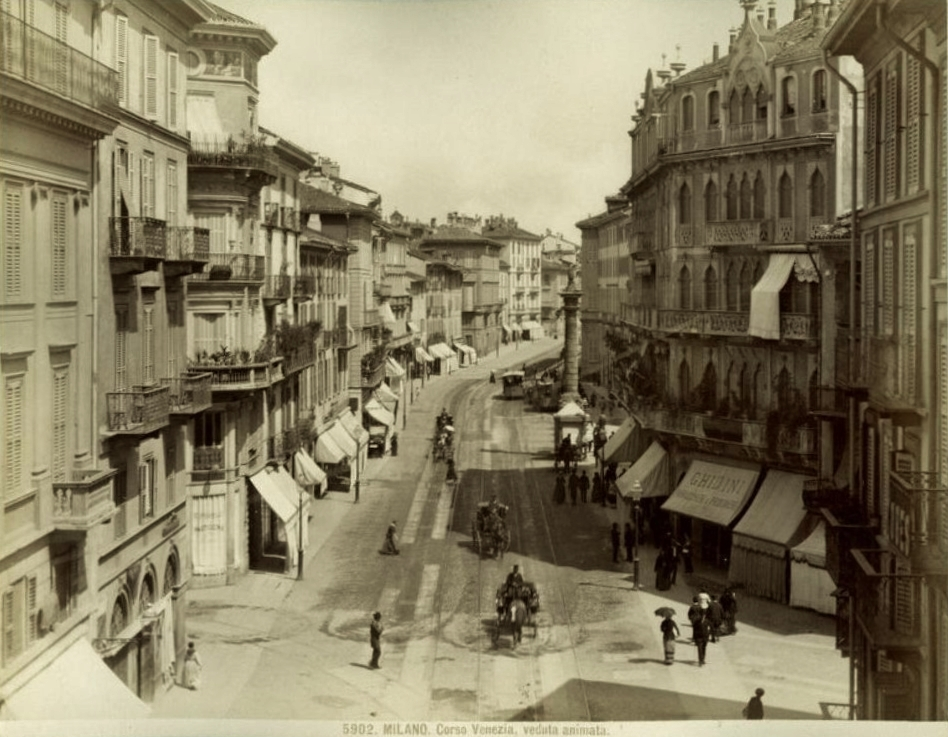
Corso Venezia intorno al 1890

Corso Venezia è l'antico Corso di Porta Orientale, asse viario che collegava il centro cittadino con l'omonima porta (l'attuale Porta Venezia), da dove originavano le strade per Bergamo e Monza.
Nel 1770 Ferdinando, giovane figlio di Maria Teresa, si trasferisce a Milano in qualità di governatore della città. Per l'occasione l'architetto Piermarini viene incaricato di abbellire le mura spagnole e di creare i giardini pubblici, oggi conosciuti come giardini di Porta Venezia. La nobiltà milanese inizia dunque a costruire i propri palazzi lungo corso Venezia: grazie a ciò la via contiene un gran numero di ville e palazzi di grande pregio architettonico.
Proprio in quest'epoca dunque, corso di porta di Venezia diventa il luogo di passeggiate e ritrovo della nobiltà milanese, sostituendosi al Corso di Porta Romana.
Attualmente la via è sede di vari negozi di moda, oltreché di banche e di varie associazioni.

## Palazzi, monumenti e giardini
Arrivando da piazza Oberdan, la prima parte a destra della via è occupata dai giardini di Porta Venezia: è il primo parco pubblico milanese aperto ai cittadini e ospita, proprio sul lato di Corso Venezia, il planetario e il Museo Civico di Storia Naturale.
Grazie alla moltitudine di famiglie nobili trasferitesi nel XVIII secolo, corso di porta Venezia ospita numerosi palazzi nobiliari, tra cui palazzo Saporiti, palazzo Castiglioni, Casa Fontana Silvestri e il seminario arcivescovile, così come molte vie minori adiacenti.
Ad indicare l'ingresso della via da piazza Oberdan, vi è il complesso monumentale dei caselli di Porta Venezia, che segnava un tempo il casello d'ingresso alle mura della città.

### Edifici notevoli
Sul lato sinistro partendo dal centro:
- al n. 7 la Casa Barelli, costruita nel 1907 su progetto di Cesare Mazzocchi[2];
- al n. 11 il Seminario Arcivescovile, costruito fra il Cinquecento e il Seicento[3][4];
- al n. 13 la Casa De Maestri.
- al n. 39 la Casa Romanoni Sala, costruita nel 1913 su progetto di Achille Manfredini[5];
- al n. 47 il Palazzo Castiglioni, costruito dal 1901 al 1904 su progetto di Giuseppe Sommaruga[6];
- al n.51 il Palazzo Bovara, eretto nella seconda metà del XVIII secolo dall'architetto Carlo Felice Soave.
- al n.53 il Palazzo Dal Pozzo Benni, risalente al XVIII secolo.
- al n. 55 il Museo Civico di storia naturale, costruito dal 1888 al 1893 su progetto di Giovanni Ceruti[7];
- al n. 57 il Civico Planetario Ulrico Hoepli, costruito nel 1929 su progetto di Piero Portaluppi[8];
- al n. 61 la Casa Rasini, costruita dal 1933 al 1934 su progetto di Emilio Lancia e Gio Ponti[9].

Sul lato destro partendo dal centro:
- al n. 10 la Casa Fontana Silvestri, raro esempio di edificio d'età rinascimentale[10];
- al n. 16 il Palazzo Serbelloni, opera di Simone Cantoni[11]
- al n. 20 la Casa Crespi, costruita dal 1927 al 1930 su progetto di Piero Portaluppi[12];
- all'incrocio con via Salvini il Palazzo della società Buonarroti-Carpaccio-Giotto, costruito dal 1926 al 1930 su progetto di Piero Portaluppi[13].
- al n. 40 Palazzo Saporiti

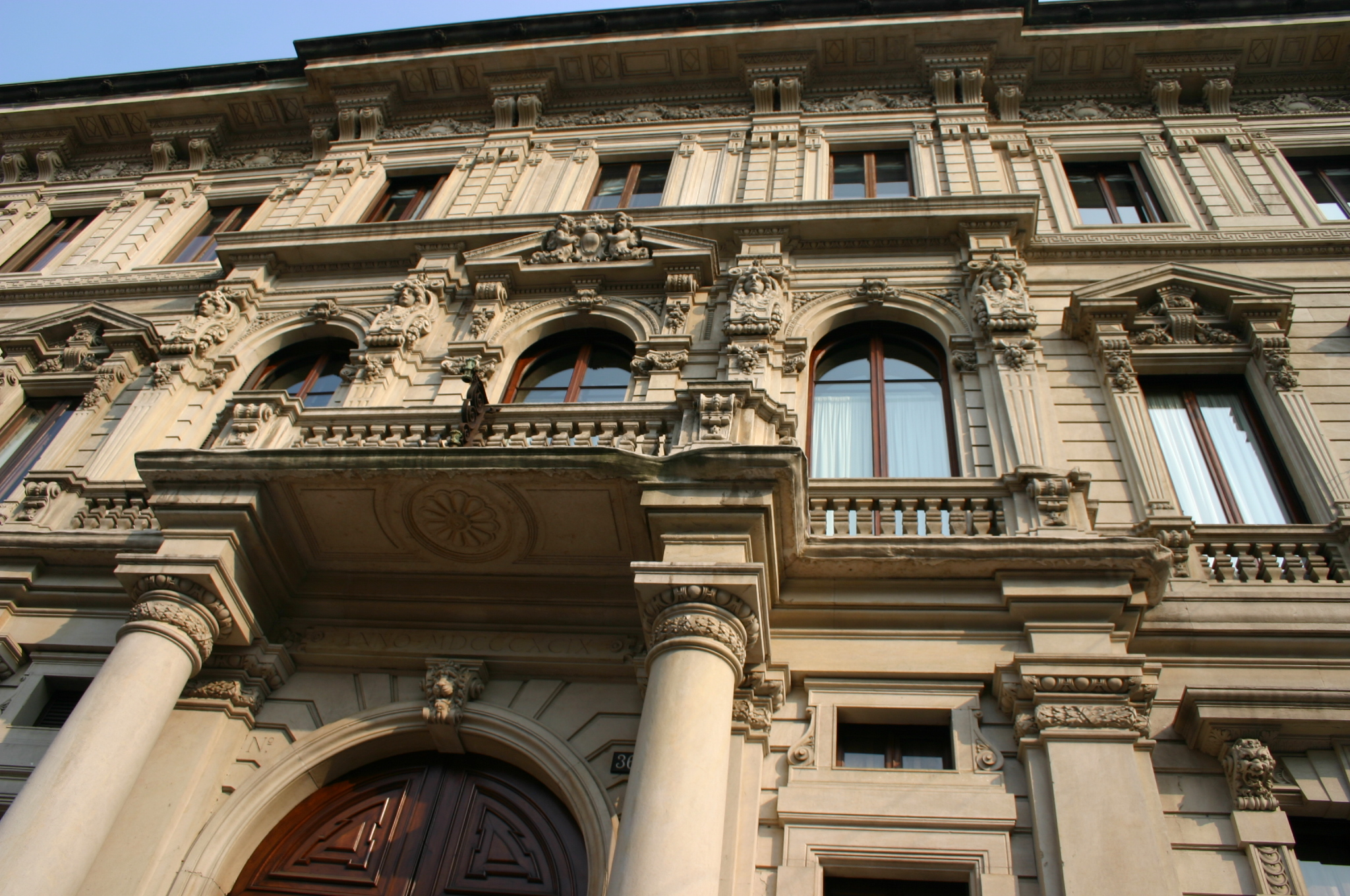
Palazzo eclettico in Corso Venezia
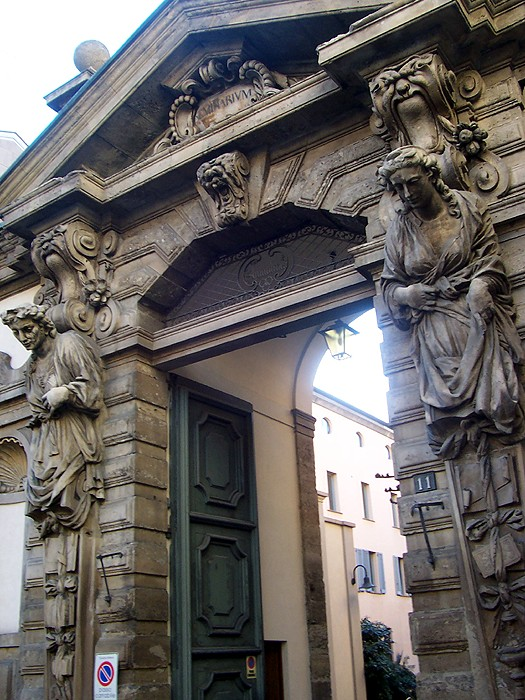
Ingresso del seminario arcivescovile
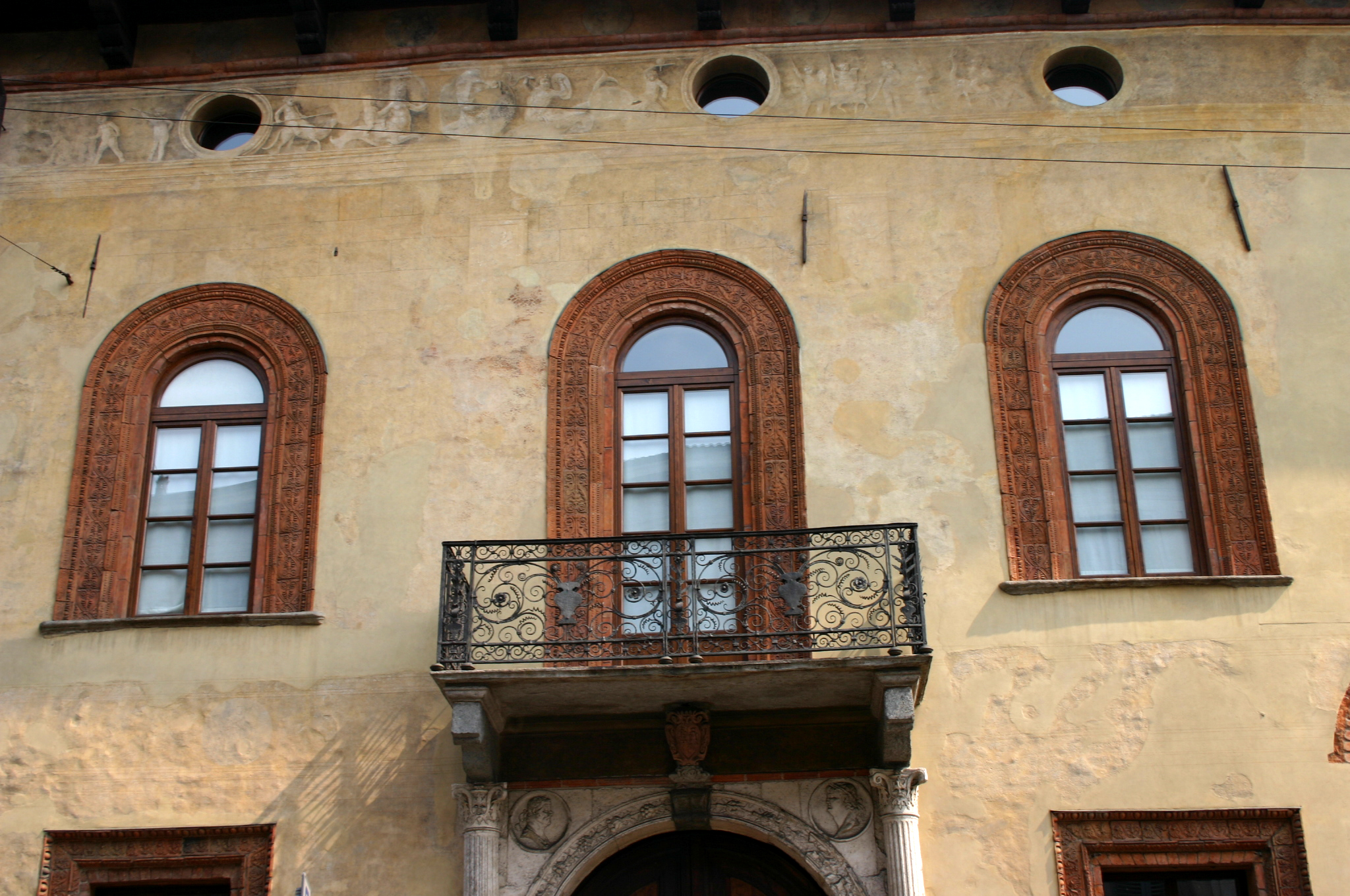
Casa Fontana Silvestri
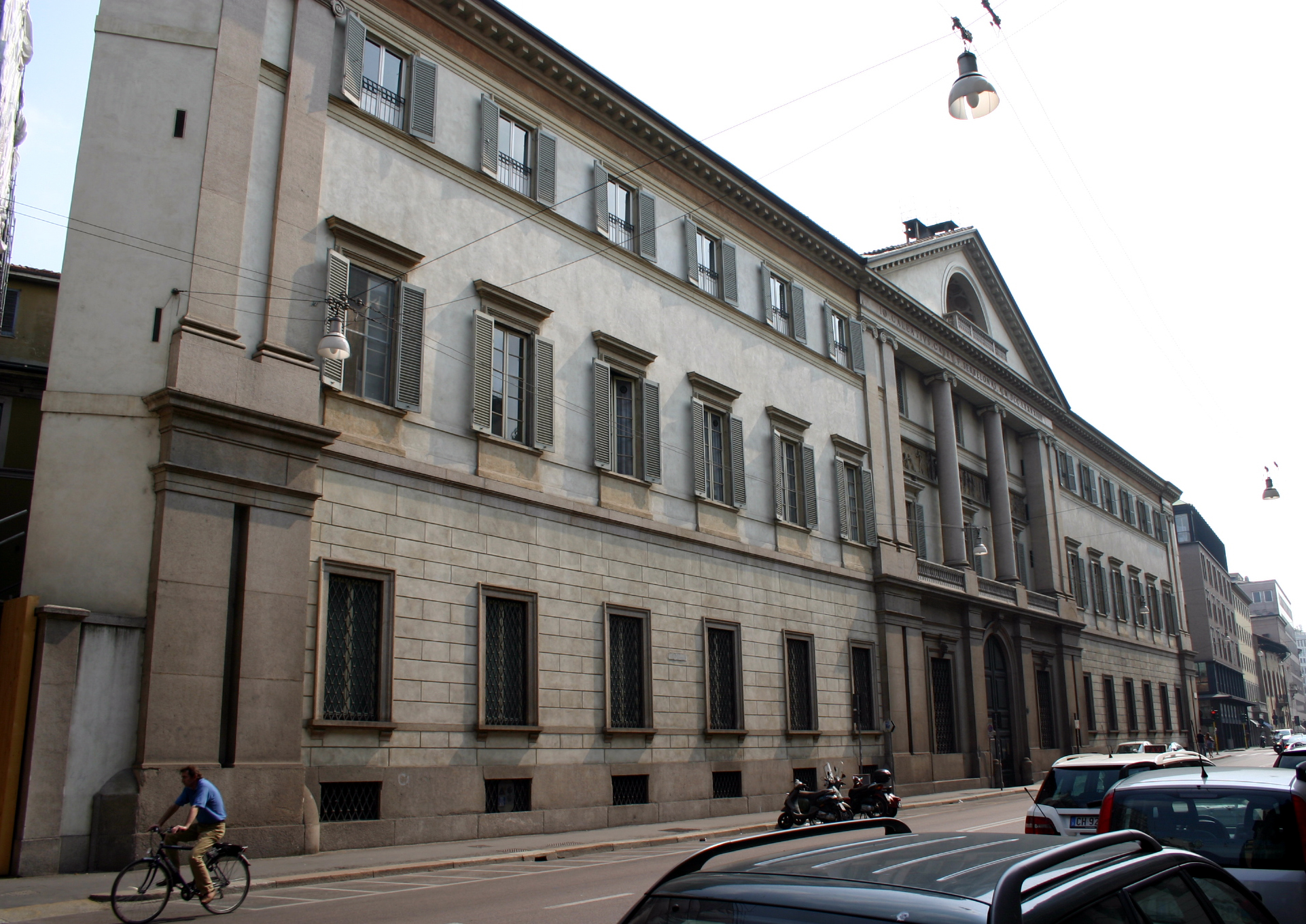
Palazzo Serbelloni
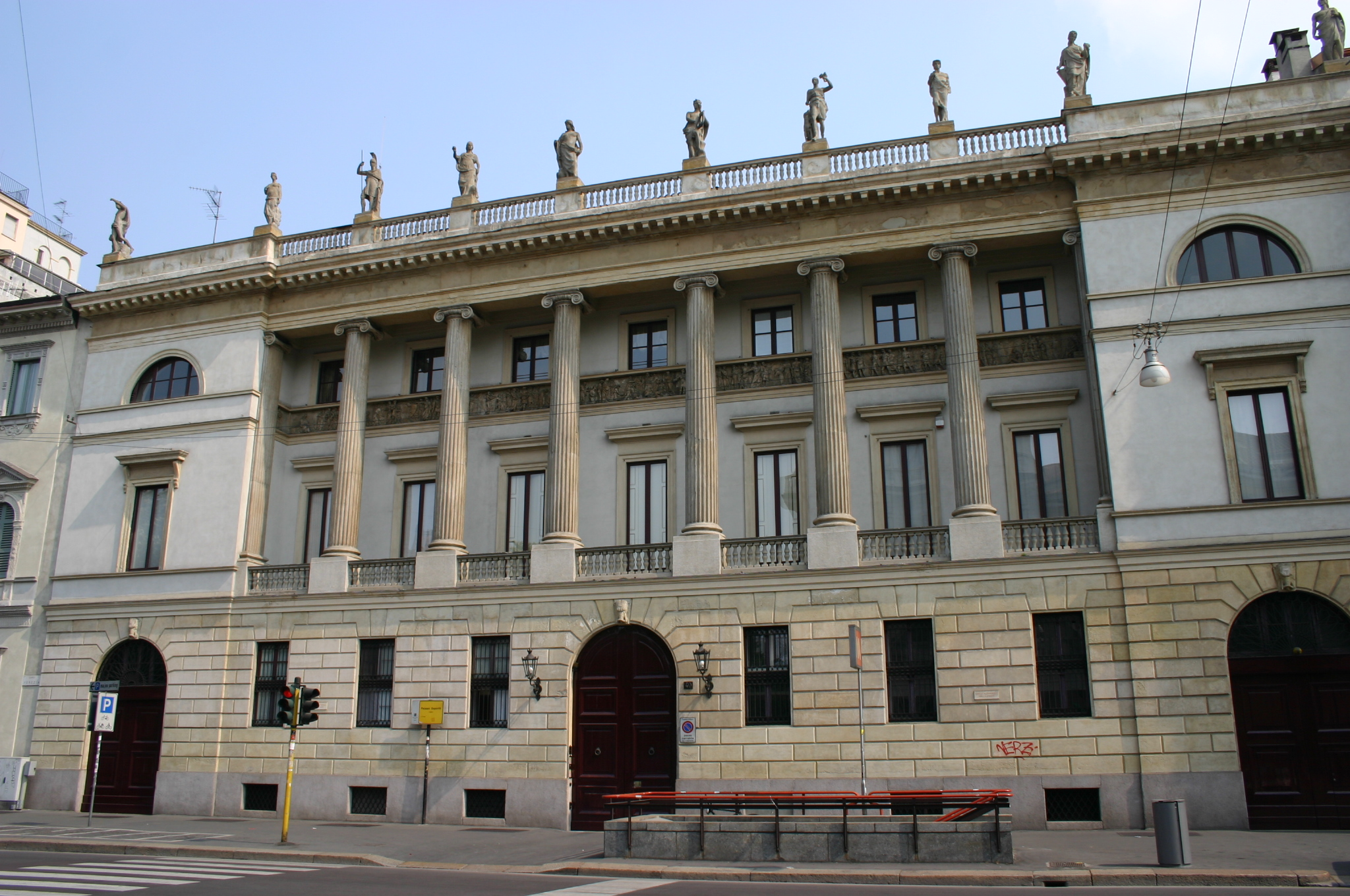
Palazzo Saporiti
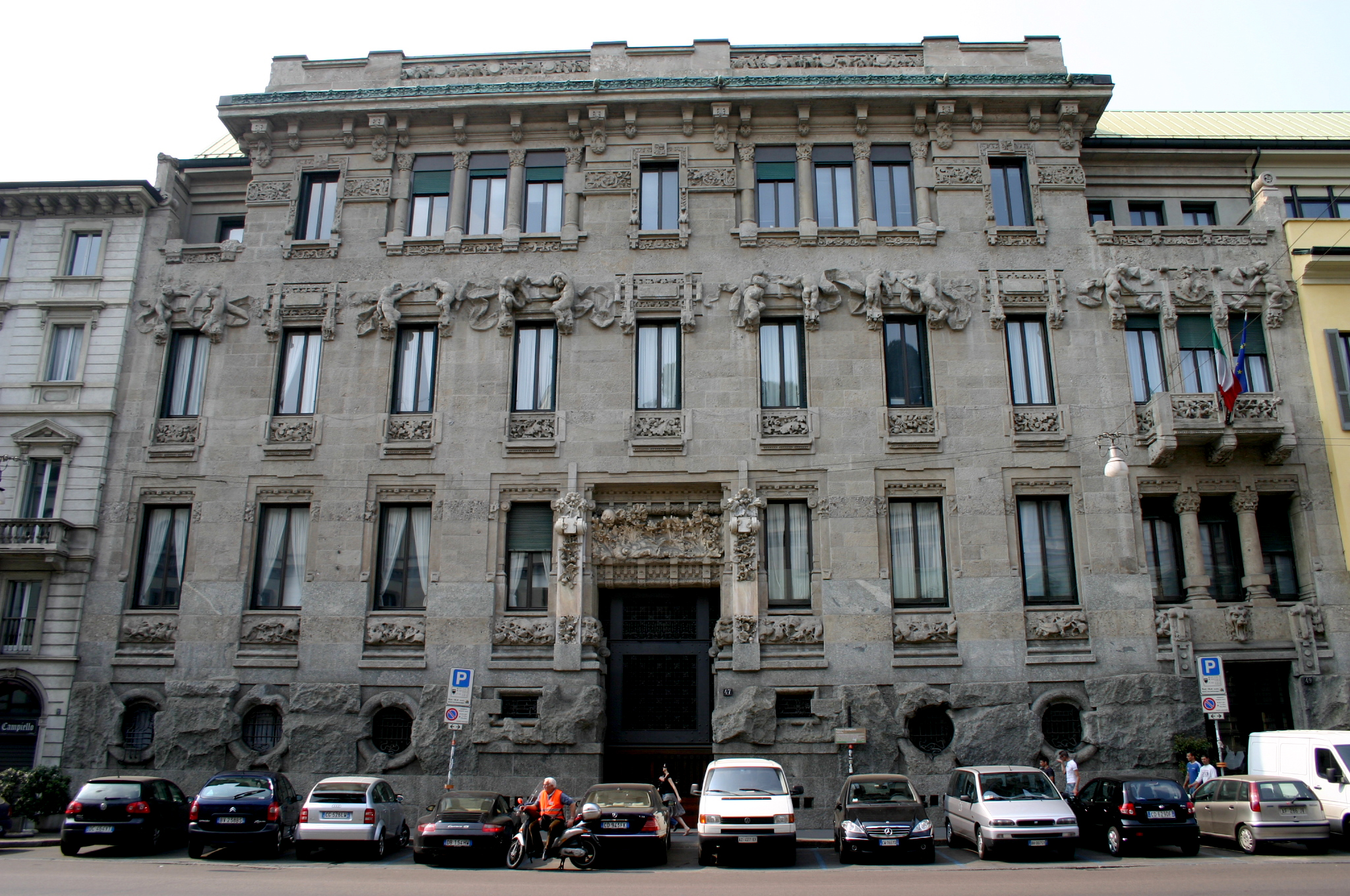
Palazzo Castiglioni
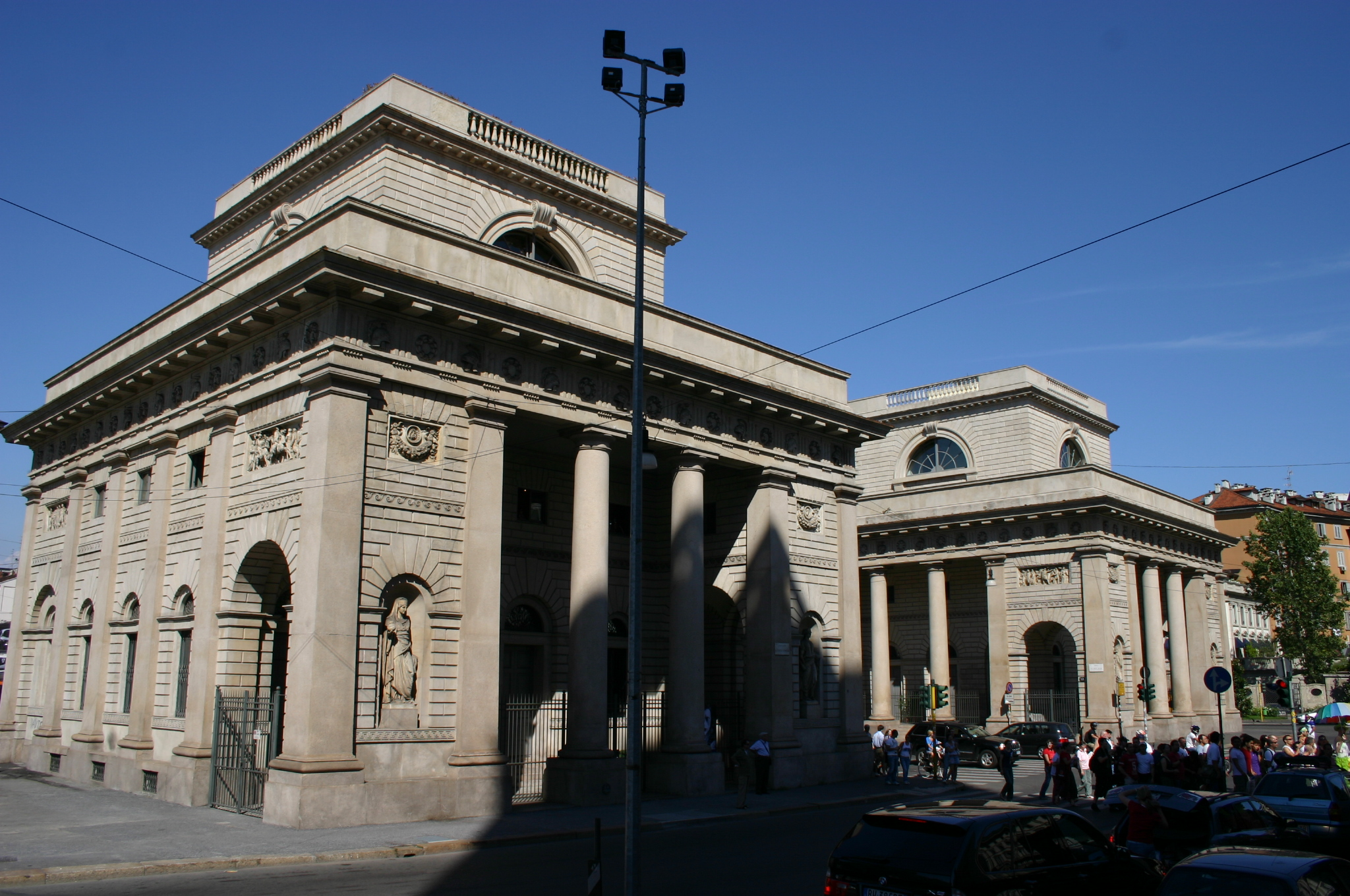
Caselli di Porta Venezia
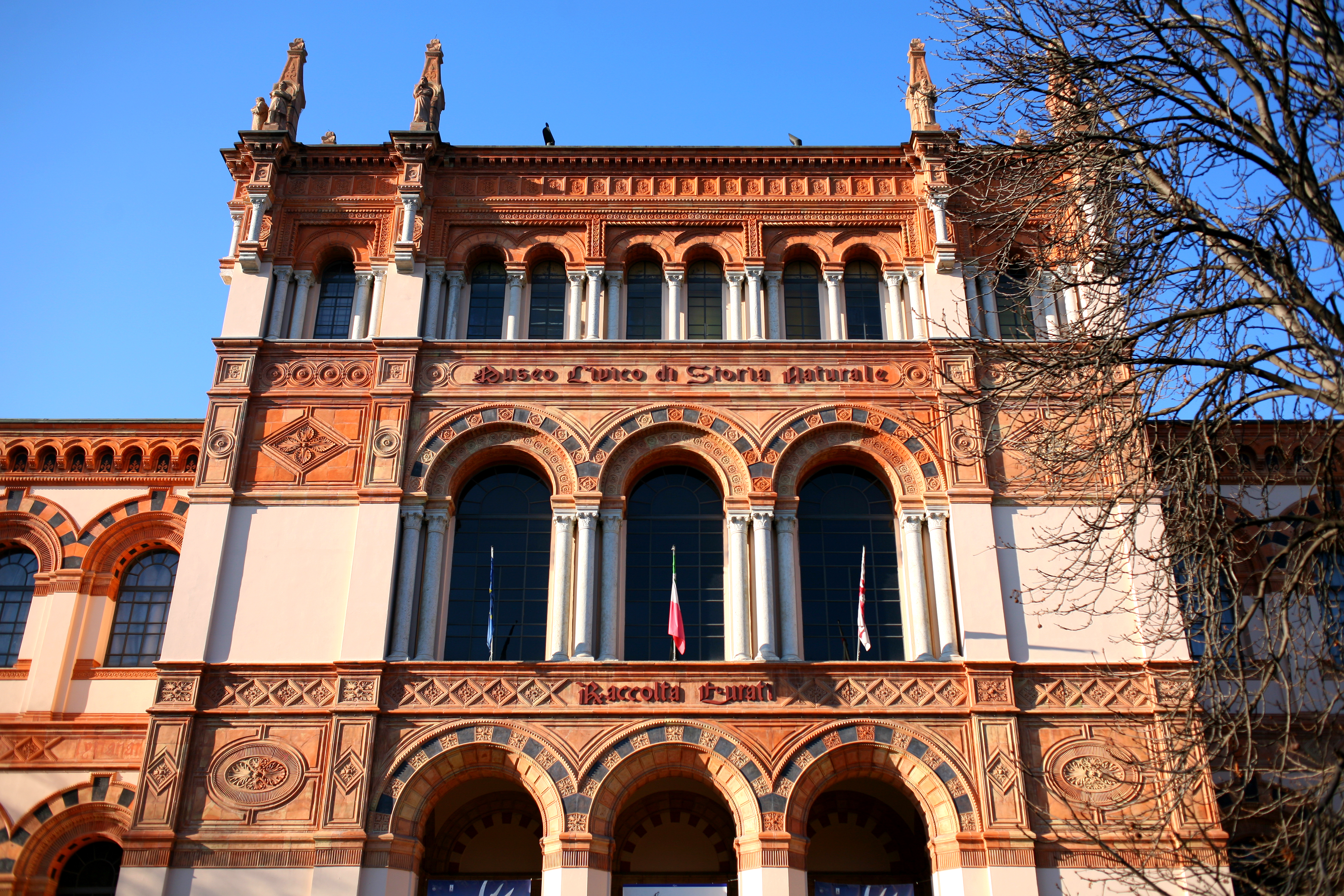
Museo di Storia naturale
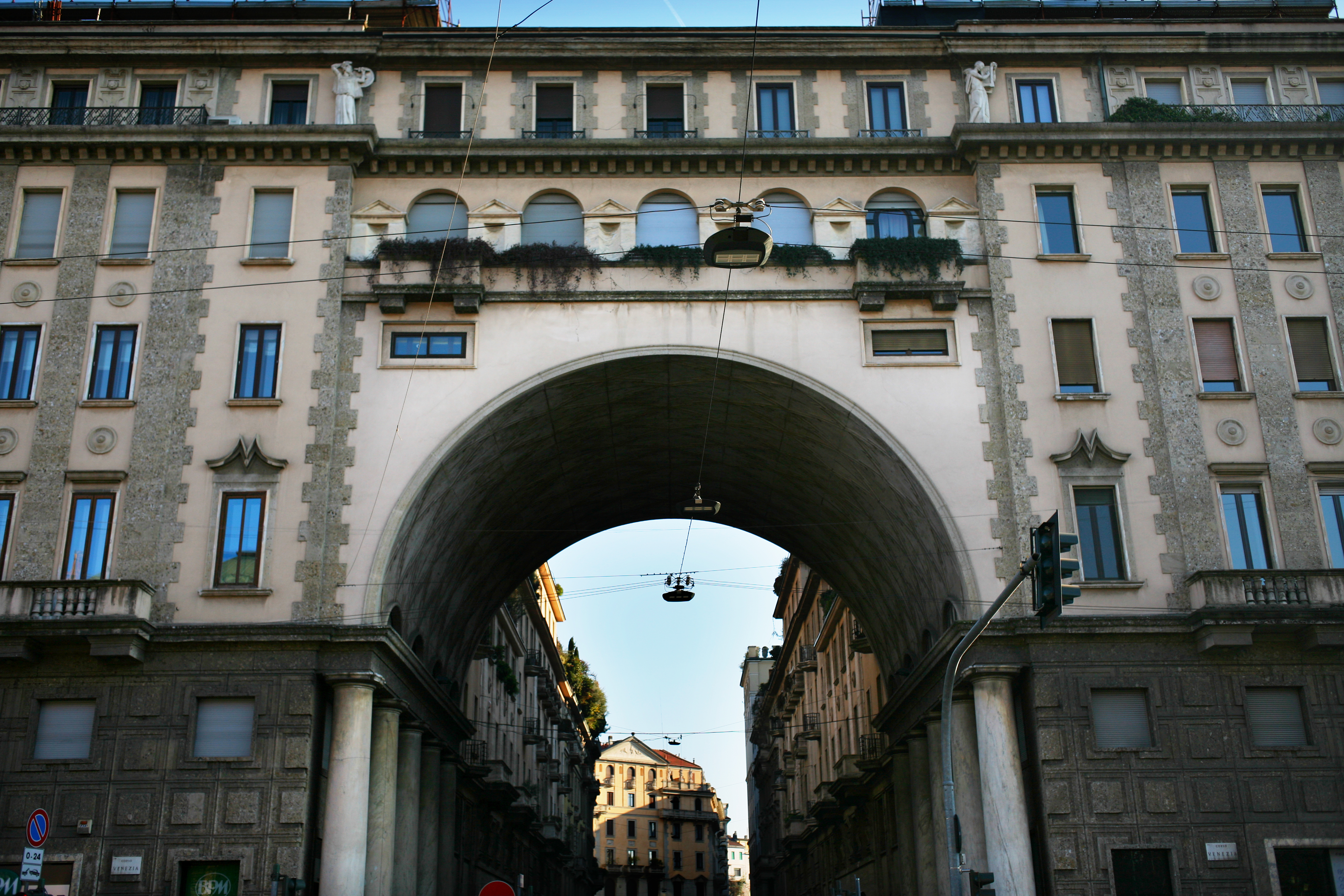
Palazzo della società Buonarroti-Carpaccio-Giotto

## Trasporti
- Porta Venezia
- Palestro
- San Babila
- Stazione di Milano Porta Venezia